# Wild Rose (film 1932)
Wild Rose (野玫瑰,Yě méiguī) è un film del 1932, diretto da Sun Yu.

## Trama
Xiao Feng, una ragazza al limitare fra l'adolescenza e l'età adulta, vive in campagna, e, nonostante debba abitare con un padre lunatico e propenso al bere, si mostra spensierata: il suo passatempo preferito consiste nel radunare i bambini del luogo, e giocare con loro alla guerra, fungendo da generalessa. La parola d'ordine è "amate la Cina?".
Nella vicina città vive, nel lusso, il giovane Jiang Bo, appassionato di pittura. Un giorno egli si reca – per cercare scorci pittoreschi da tradurre su tela - nel paesino di Xiao Feng, ne fa la conoscenza, ed accetta di prender parte ai giochi della sua combriccola, della quale, in breve tempo, dopo essere tornato qualche volta nella località, diventa amico. Un giorno, mentre la compagnia è raccolta attorno al cavalletto di Jiang Bo, il padre della ragazza, a casa propria, ha un diverbio col suo datore di lavoro e creditore Hu Zhun: costui, spinto dal suo antagonista, cade malamente per terra, batte la testa e muore, mentre la casa, sempre in conseguenza della lotta fra i due uomini, prende fuoco. Il padre di Xiao Feng, timoroso delle conseguenze dell'omicidio, prende la fuga e non si farà più vedere, mentre i vicini, quando la ragazza rientra, le raccontano che il padre è probabilmente perito nelle fiamme.
Poiché Xiao Feng ha perso l'unico suo parente e tutti i propri averi, Jiang Bo la conduce ad abitare con sé in città (con disappunto di Su Qui, una ragazza che faceva il filo a Jiang). È difficile per Xiao Feng adattarsi ai modi di fare raffinati dei ricchi cittadini, e, dopo una serie di brutte figure, viene cacciata dal padre di Jiang Bo, estremamente rigido e ligio all'etichetta. Jiang Bo, sentendosi in qualche modo responsabile della disgrazia della giovane – dato che l'aveva distolta dalle attenzioni verso il padre con la propria pittura – lascia la casa paterna insieme a lei, e viene praticamente disconosciuto dal padre.
I due si mettono ad abitare in un misero appartamento nei quartieri poveri della città, insieme a due amici sottoproletari di Jiang Bo – che, nonostante le sue origini altolocate non ha mai mostrato disprezzo per le classi inferiori - : Xiao Li, che traeva la propria magra sussistenza dalla sua attività di realizzatore di insegne per negozi, e Lao Qiang, fattorino addetto alla consegna di giornali a domicilio. I quattro coinquilini vivono in totale armonia ed allegria, nonostante le ristrettezze. Il nuovo dipinto di Jiang Bo, di ottima fattura, che ritrae, a grandezza intera, Xiao Feng con un fiore (finto) in mano – per il quale la ragazza veniva ad essere soprannominata "rosa selvaggia" – non si riesce a vendere; Jiang Bo si mette a collaborare con Xiao Li e dipinge insegne.
E arriva l'inverno. Jiang Bo si ammala, la padrona di casa minaccia di buttarli fuori perché non hanno pagato l'affitto, e, peggio, Xiao Feng incontra un ubriaco per strada, sotto la neve: costui perde il portafogli per terra e si allontana. La ragazza lo raccoglie e lo porta a casa. I suoi coabitanti riconoscono che è giusto restituirlo; escono di casa, ma la polizia, allertata dall'ubriaco, è sulle loro tracce. L'uomo – annebbiato dai fumi dell'alcool – riconosce, errando, Jiang Bo e Xiao Li come colpevoli. E i due uomini vengono tradotti in carcere. Xiao Feng li visita in prigione e consegna a Jiang Bo il fiore finto. È probabilmente da questo momento che i due giovani cominciaano a concepirsi come una coppia.
Xiao Feng si reca allora dal padre di Jiang Bo, supplicandolo di trarre d'impiccio il figlio recluso, e promettendo che, se riuscirà a farlo, ella – che riteneva sé stessa essere causa di tutte le avversità della famiglia di Jiang Bo – non si sarebbe più fatta rivedere dal figlio. Il padre accetta, il figlio esce di carcere, e viene accolto nella casa paterna. Xiao Feng è sparita. Jiang Bo la cerca disperatamente: si reca al villaggio d'origine della giovane, reincontra alcuni dei bambini coi quali, tempo addietro, tutti avevano giocato alla guerra. Ma nessuno sa dire dove la giovane sia finita. Xiao Feng, in segretezza, è precisamente nel villaggio, e lavora negli stessi locali che un tempo avevano accolto la manifattura del pescivendolo Hu Zhun, ora convertiti in una industria tessile. Xiao Feng vede Jiang Bo, ma, a malincuore, in ottemperanza a ciò che aveva promesso al padre di lui, non gli si palesa.
Qualche tempo dopo, i giapponesi invadono la Manciuria; il gioco della guerra diventa ora realtà. Jiang Bo si arruola (con estremo disappunto di Su Qui) per difendere la patria ("Amate la Cina?"), insieme ai vecchi amici Xiao Li e Lao Qiang (e convincendo anche alcune conoscenze, fra gli spocchiosi plutocrati, ad unirsi). Fra le file dei combattenti volontari c'è anche Xiao Feng. A questo punto, a causa di forza maggiore, non c'è più alcuna promessa che tenga: Xiao Feng e Jiang Bo si riuniscono liberamente in amore e nella comune opposizione al nemico.

## Distribuzione
Il film è uscito nelle sale cinematografiche cinesi il 28 aprile 1932.
Il DVD contenente il film è uscito nel 2013, con sottotitoli cinesi ed inglesi, a cura della Hong Kong University Press (accluso ad libro biografico su Wang Renmei).

## Accoglienza

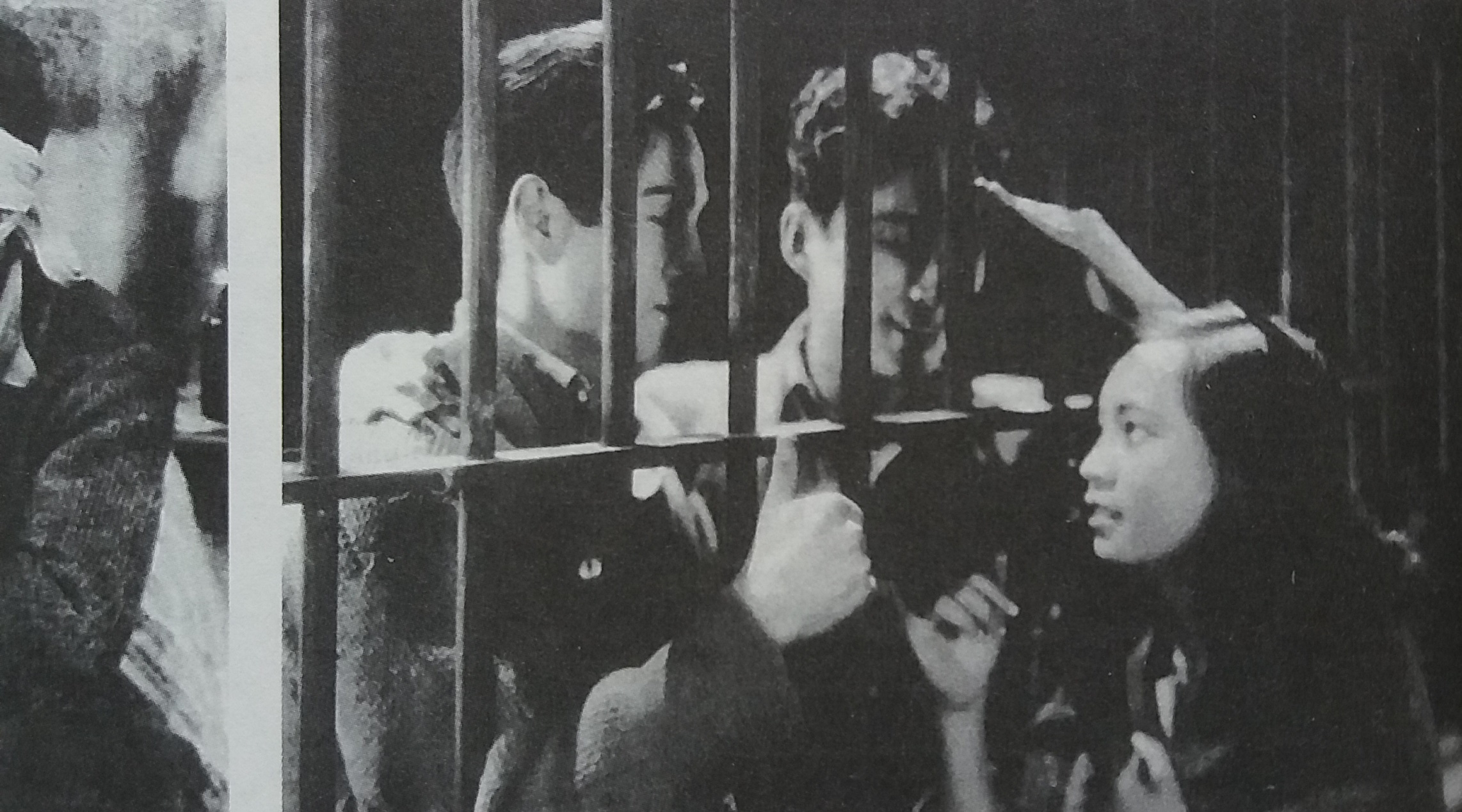

Secondo Corrado Neri, esperto di cultura e cinematografia cinesi, Wild Rose è "Uno dei primi capolavori di Sun Yu. (…) La tragica traiettoria [dei protagonisti] verso la povertà è raccontata con uno stile sensuale e poetico, lo stile "antiteatrale" e poetico che ha reso il regista famoso. In particolare, le due caratteristiche forti del film sono l'esuberante naturalezza della giovanissima protagonista diciassettenne Wang Renmei, e l'utilizzo sistematico dei travelling, che accompagnano i protagonisti con estrema fluidità. (…) La gioventù è strettamente legata in Sun Yu all'idea di rivoluzione, di un progresso sociale giusto e popolare; ecco dunque che i suoi carrelli, il modo di filmare le donne cinesi con spontaneità ineguagliata, la cura nel portare sullo schermo giovani corpi speranzosi implica un coinvolgimento politico per la nazione, per la patria, per il futuro di questa generazione di cui Sun è il cantore più attento, più entusiasta ed emotivamente coinvolto." 
A parere di Chris Berry, professore di filmologia (Film Studies) al King's College di Londra, "rimane da dibattere se Wild Rose e altri film patriottici dell'epoca, che mostrano coscienza di classe, debbano essere intesi come cinema di sinistra facente parte dell'eredità della Repubblica Popolare, o possano essere ritenuti egualmente in linea con l'ideologia dei nazionalisti."